# Meraki Networks
Meraki Networks er en virksomhed, som producerer udstyr og software til selvkonfigurerende radionet. Meraki har hjemme i Mountain View, Californien, og de valgte San Francisco til at lancere deres fællesskabsbaserede Free the Net-kampagne.
Virksomheden udgøres af mange personer, som deltog og udviklede på MIT roofnet-projektet.
Virksomheden producerer hardware og software, der gør forbrugere i stand til let at sætte et selvkonfigurerende radionet op.
 
Merakis mål er at "bring internet access to the next billion people".

## Software
Meraki har anvendt roofnet-software og udviklet et stykke management-software (kaldet "Dashboard") som anvendes til at indstille det selvkonfigurerende radionet. Softwaren anvender SrcRR-routing-algoritmen til at bestemme ruter mellem basisstationerne. Hver basisstation sender periodisk en broadcast besked ud, og alle andre basisstationer inden for rækkevidde vil som spurgt meddele deres ruter. Basisstationen anvender denne information til at rute datapakkerne til den nærmeste datanet router. Rutningen bliver primært gjort for at bestemme ruten til den nærmeste router (eller basistation med internetforbindelse). 

## Hardware
Meraki designede Meraki Mini i flere versioner, en indendørsversion, udendørsversion og en udendørsversion med solcelleladeregulator evt. med solcelle. 
Basistationen til 2006-betasoftwaren havde 8 MB flash og 32 MB ram-hukommelse.
Basisstationerne har en ethernet-port og en radioantenne. Hvis ethernet-porten er slukket, belaster basisstationen 2,5 watt – og er ethernet-porten brugbar, belastes med 3,5 watt.